# Nahanni Butte
Nahanni Butte (Slavey: Tthenáágó „starker Fels“) ist ein „Designated Authority“ in der Dehcho Region in den Nordwest-Territorien, Kanada. Die Gemeinde liegt am Zusammenfluss von Liard und South Nahanni River im südwestlichen Teil der NWT. Es wird eine Allwetterstraße gebaut. Im Moment wird jeden Winter eine Winterstraße konstruiert.
Dick Turner, unter anderem Trapper, Buschpilot und Ladenbesitzer, zog in den 1930ern aus Calgary nach Nahanni Butte. Er schrieb drei Bücher. 
Der Zensus von 2006 zählte 115 Einwohner.
Die Dene der Gemeinde werden von der Nahanni Butte Dene Band vertreten und gehören den Dehcho First Nations an.